# Bugatti

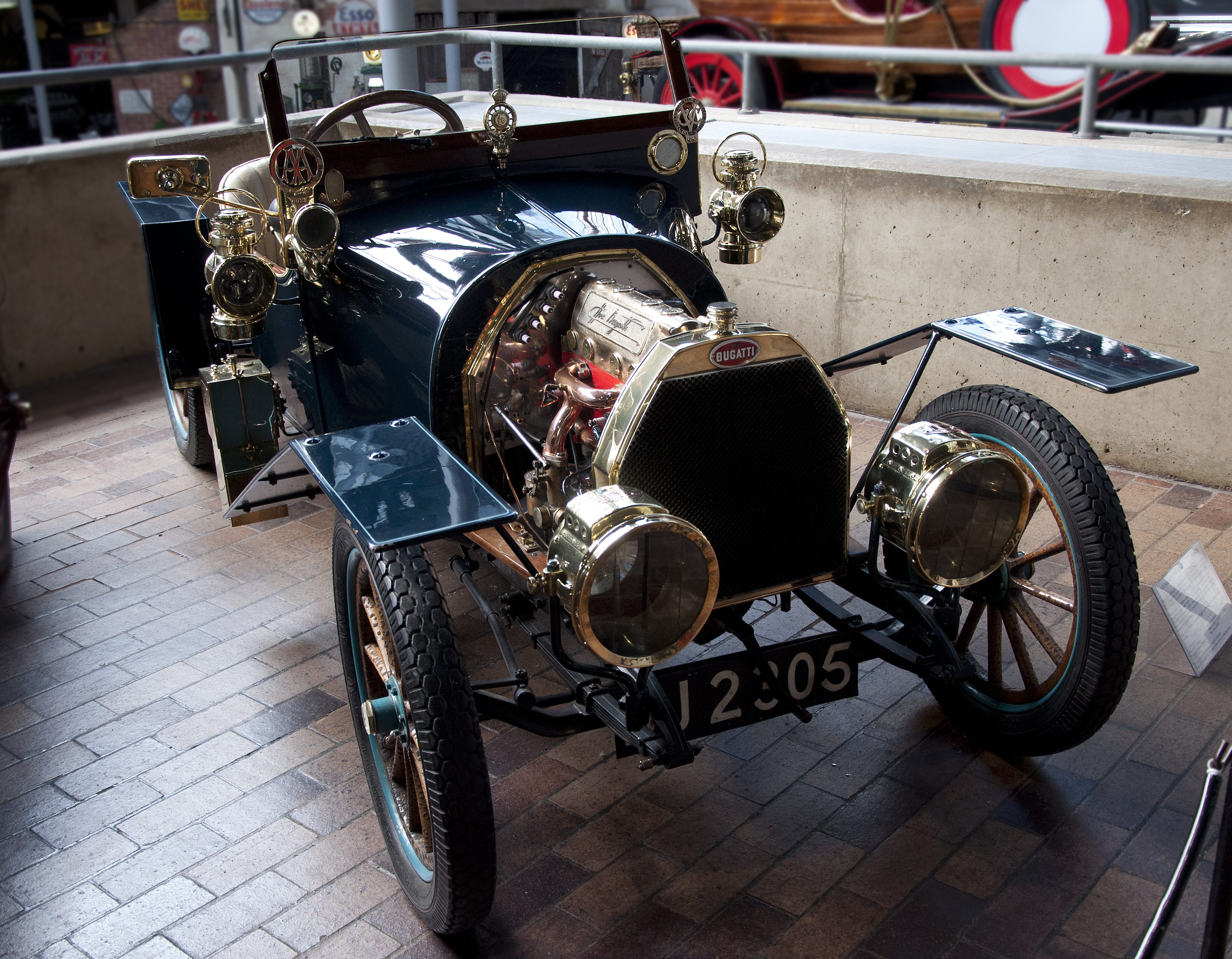
Bugatti Type 15, de op een na oudste nog bestaande Bugatti (1910)

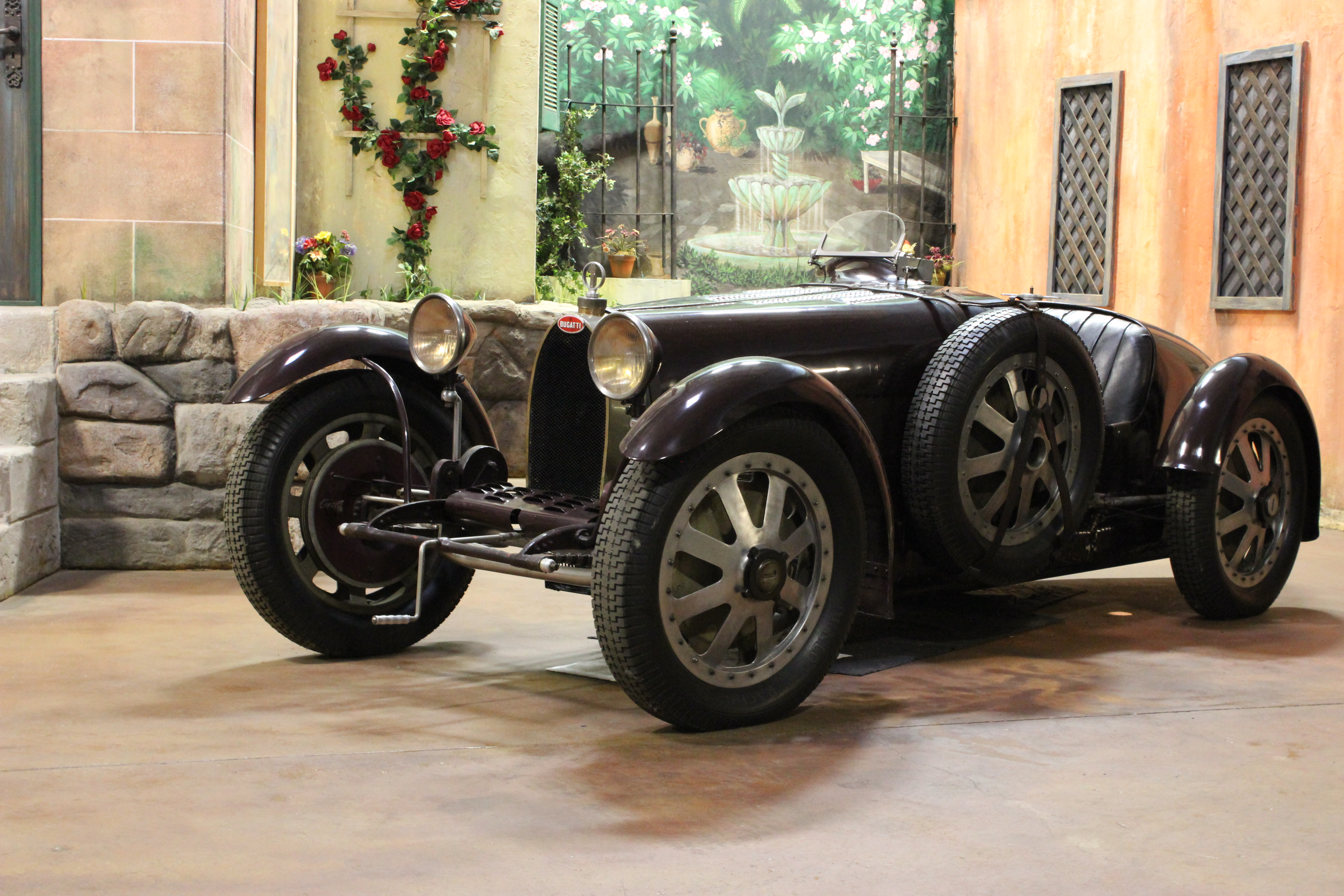
Bugatti Type 35

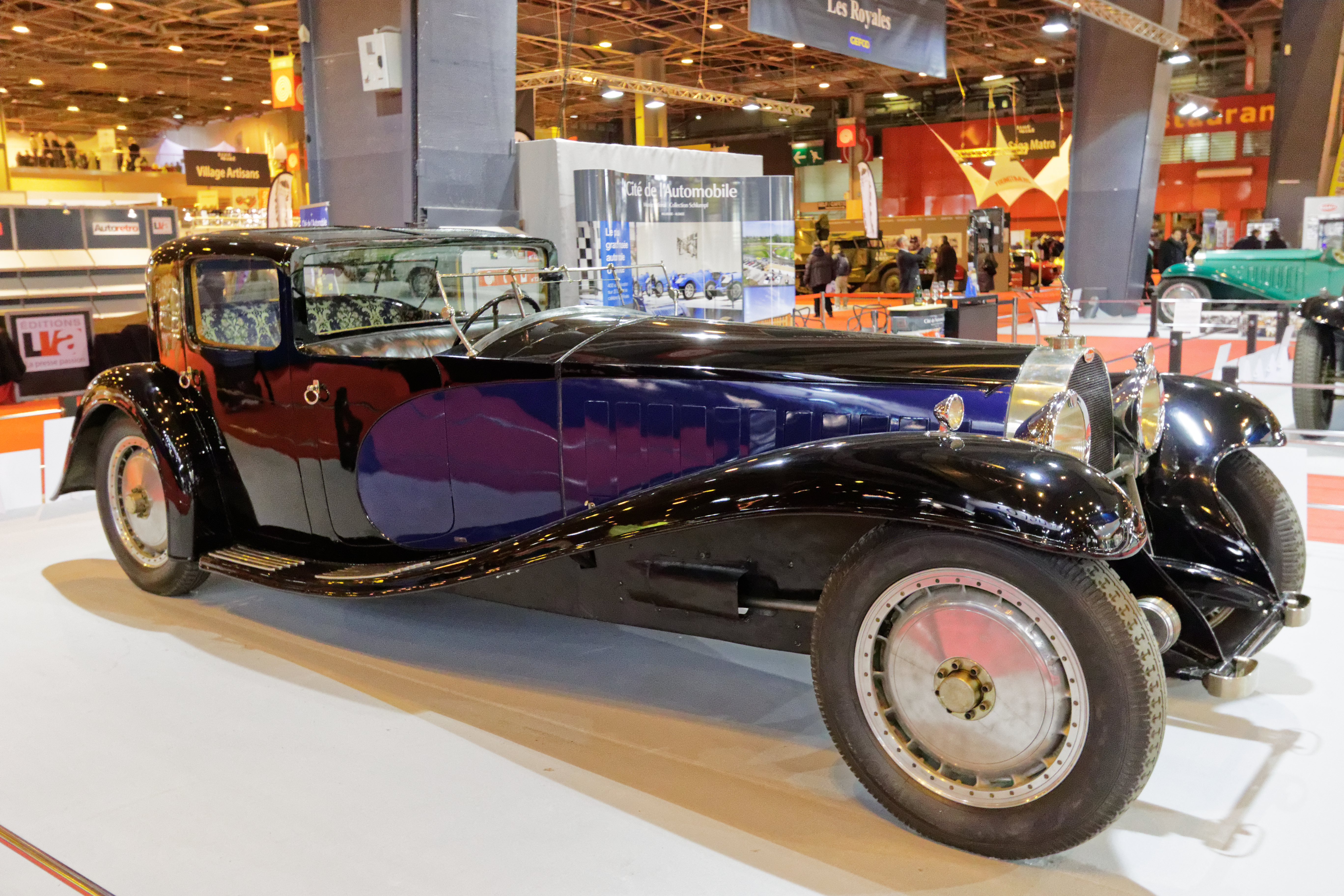
Bugatti Royale Coupé Napoléon Type 41 uit 1929

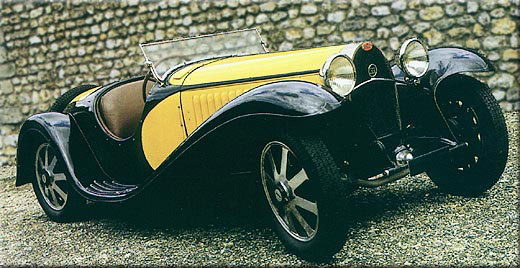
Bugatti Type 55

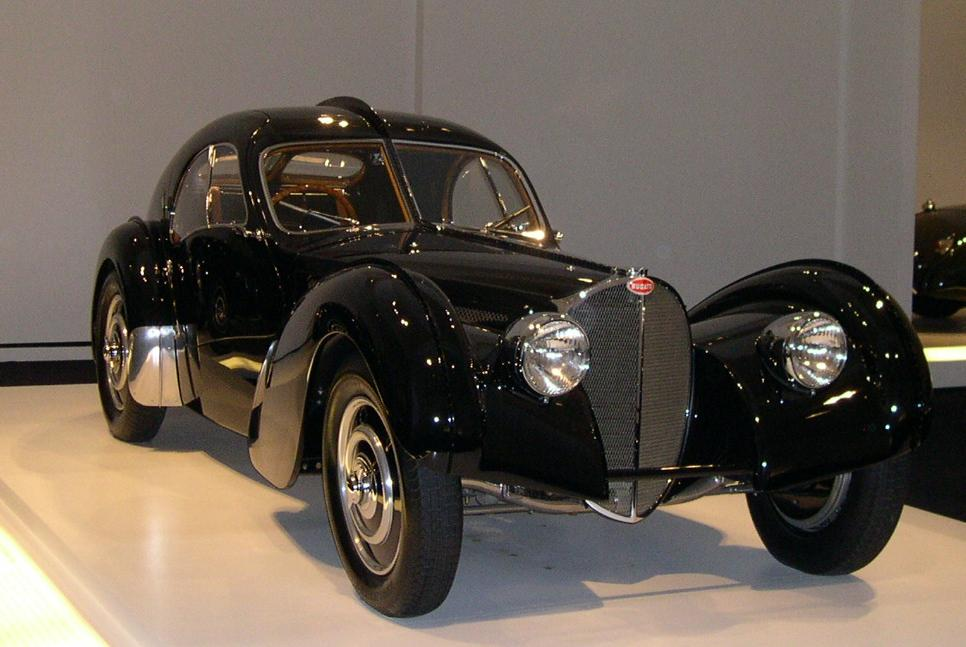
Bugatti 57SC Atlantic uit 1938

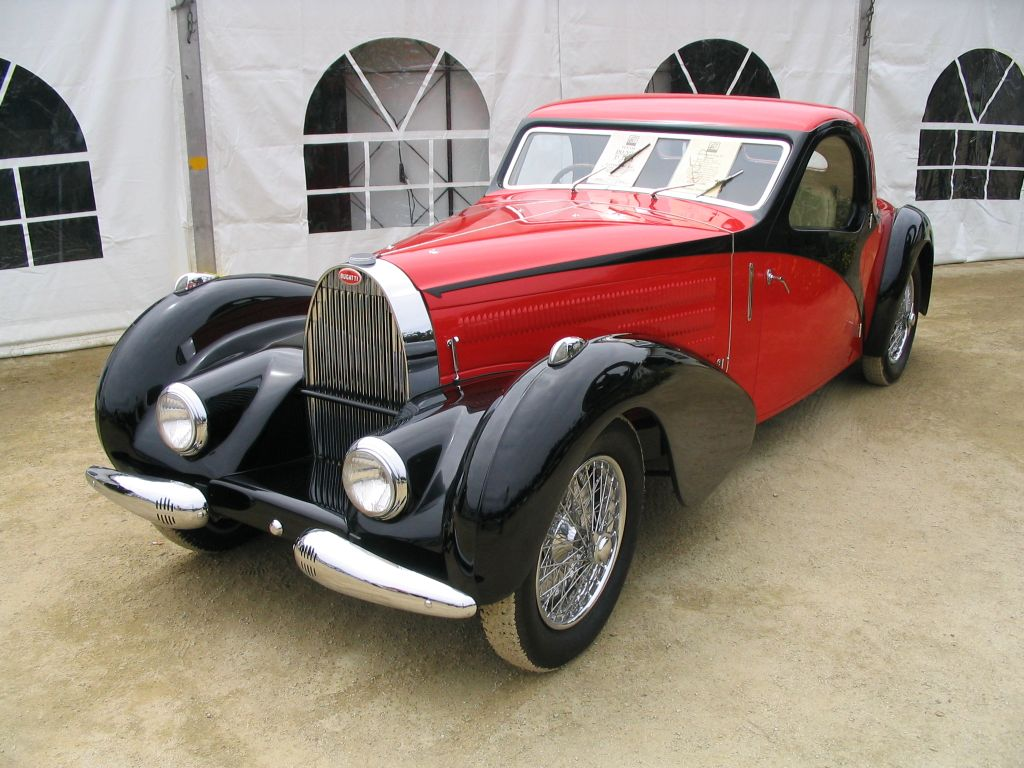
Bugatti Type 57

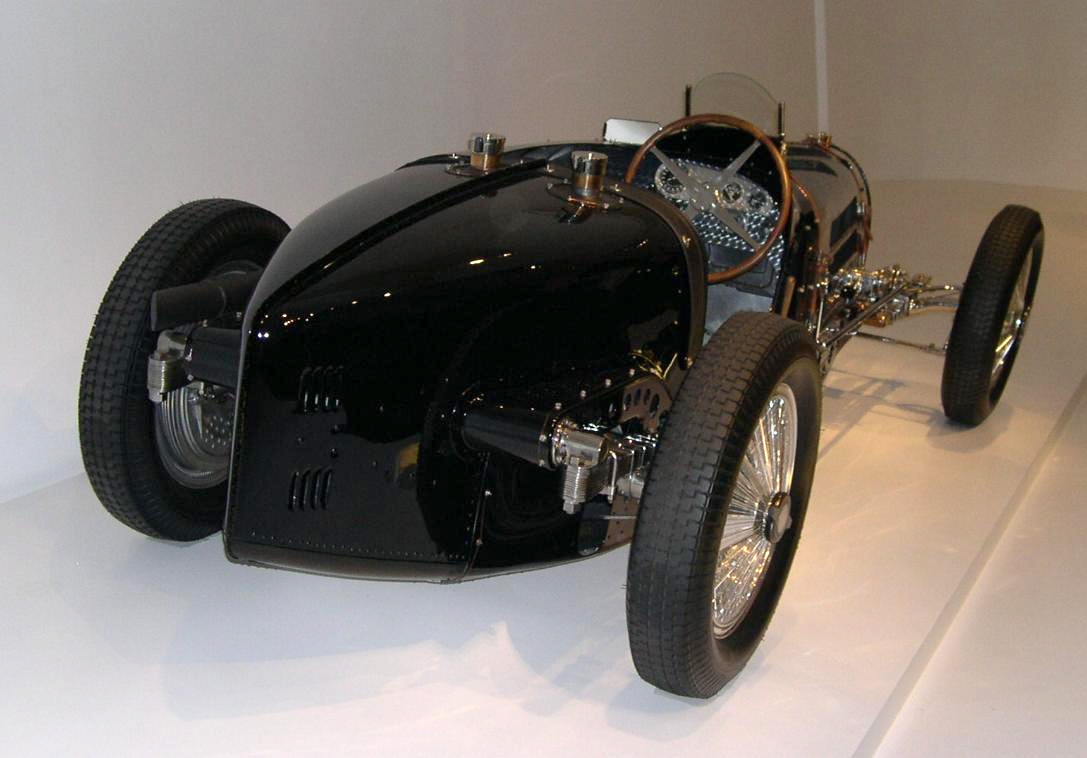
Bugatti Type 59 Grand Prix uit 1933

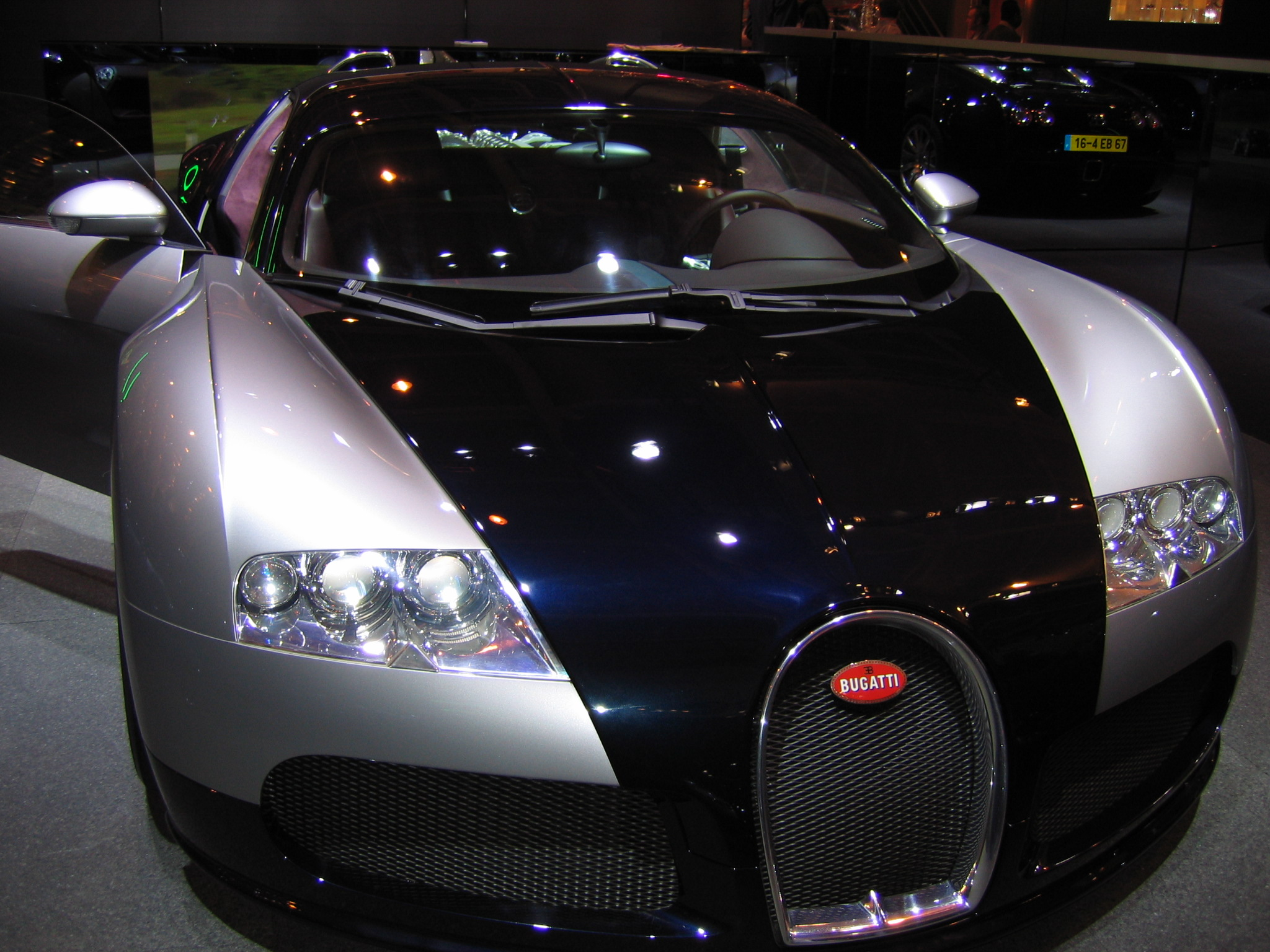
Bugatti Veyron 16.4 op de Mondial de l'Automobile 2004

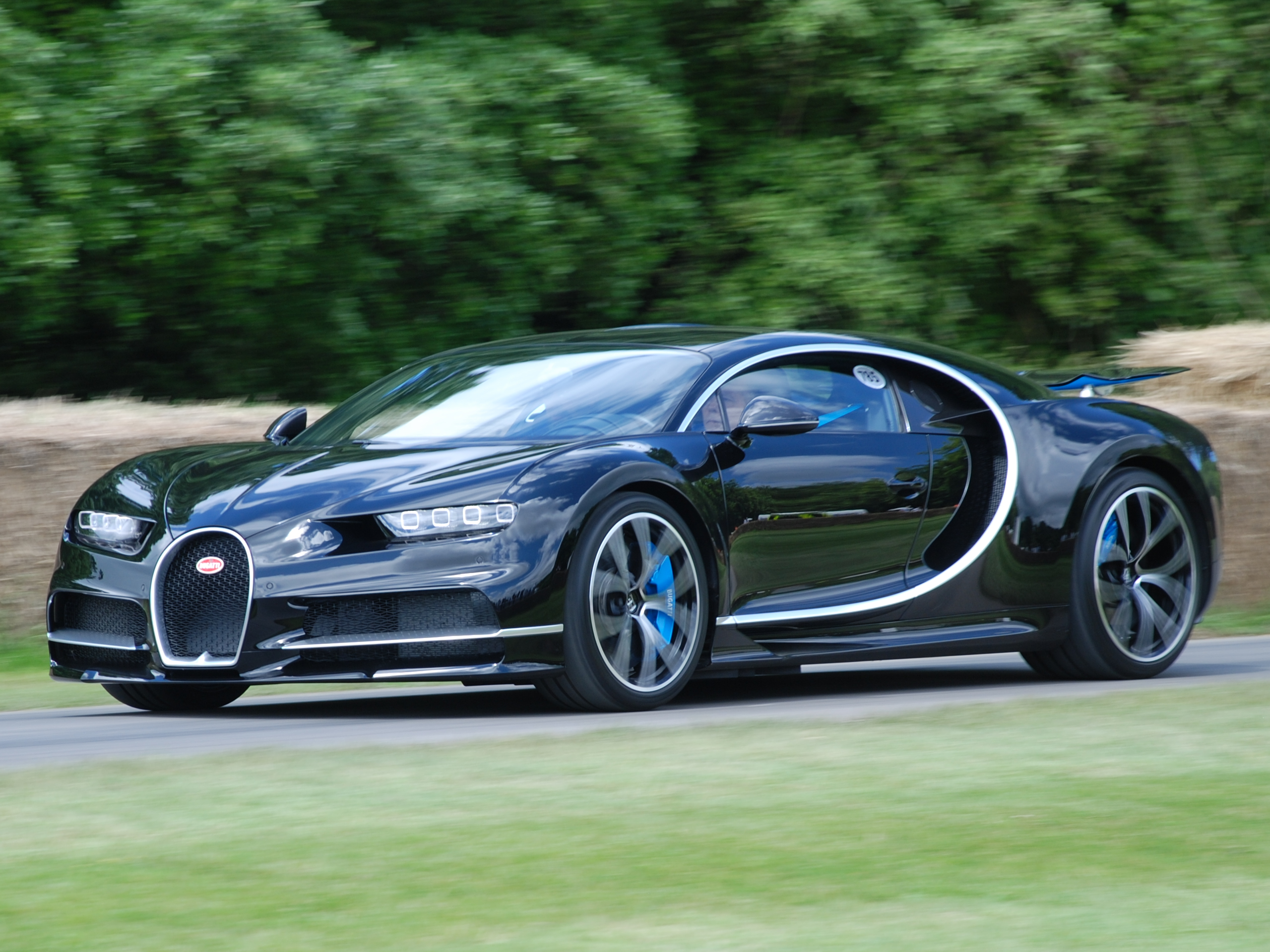
Bugatti Chiron op het Goodwood Festival of Speed, 2016

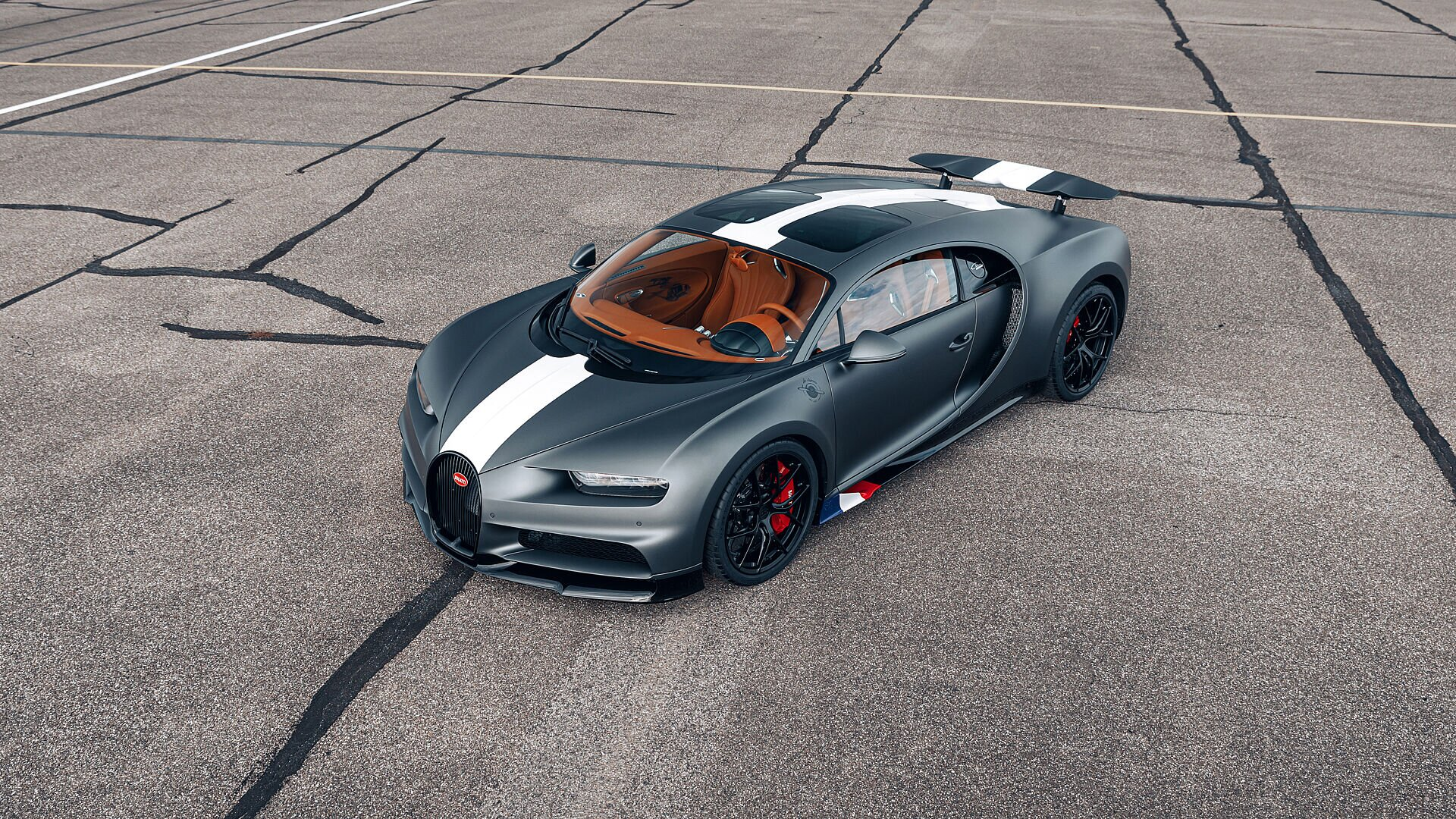
Bugatti Chiron Sport

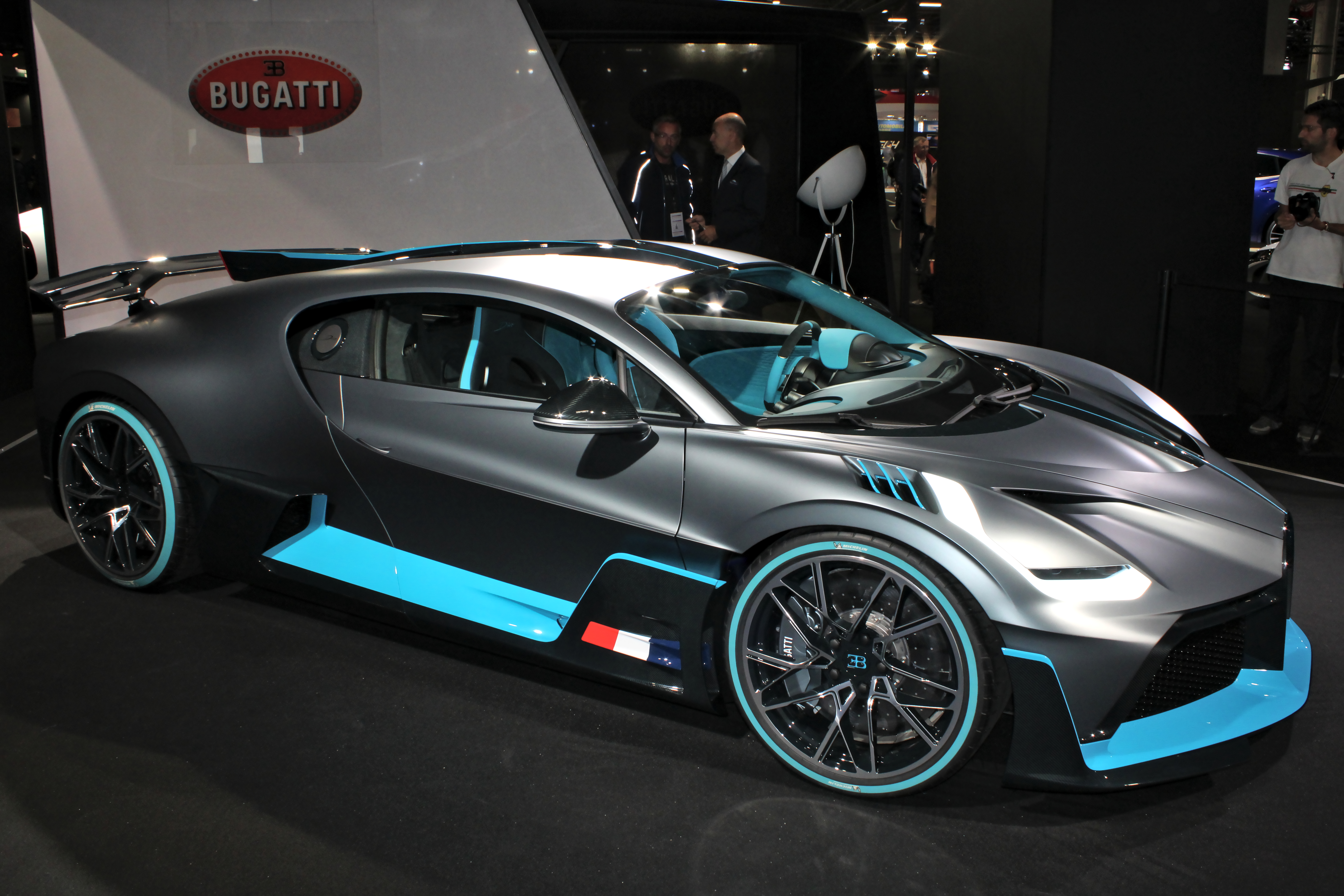
Bugatti Divo, Parijs, Mondial de l'Automobile, 2018

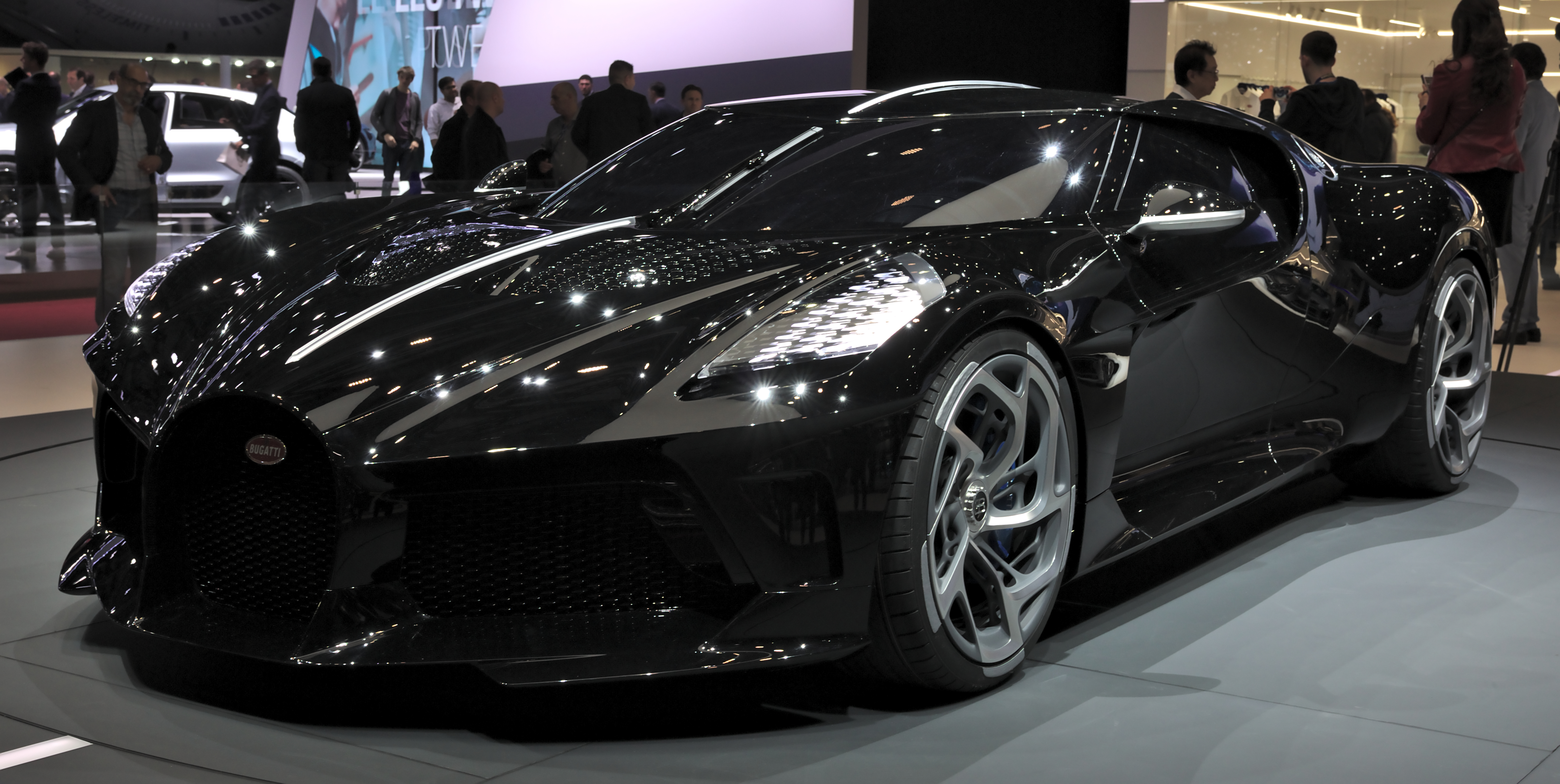
Bugatti La Voiture Noire

Bugatti is een gerenommeerd historisch Frans automerk, dat bekend is om zijn snelle, dure en exclusieve wagens. De merknaam is sinds 2021 in handen van de Kroatische autofabrikant Rimac.

## Geschiedenis

### 1909 - 1947
In 1909 vestigde Ettore Bugatti zich in het toenmalig Duitse Molsheim bij Straatsburg waar hij als zelfstandig automobielbouwer begon. De Bugatti’s waren een kunstzinnige familie. De familie telde onder andere meubel- en interieurontwerper Carlo (Ettore's vader) en Ettore's broer Rembrandt was beeldhouwer: het beeldje van de olifant op de radiatordop van de Royale was van zijn hand.
Ettore had ruime ervaring in de toenmalige auto-industrie opgedaan bij verschillende merken zoals De Dietrich, Mathis en Deutz AG. Het was de bedoeling een kleine serie automobielen te bouwen met de eigenschappen van een door hem, tijdens zijn werkzaamheden bij Deutz in Keulen ontwikkeld prototype: Type 10. Het Type 15 had een grotere wielbasis dan het Type 10. De serieproductie begon met model Type 13: een 1327 cc-motor met bovenliggende nokkenas.
In 1911 ontwierp Ettore Bugatti de Peugeot BéBé Type BP1, oorspronkelijk bedoeld als Bugatti Type 19. Peugeot produceerde deze auto vanaf 1913 in licentie, nadat de Duitse Wanderer het model had afgewezen. Van deze auto zijn meer dan 3000 stuks geproduceerd.
In de jaren voor de Eerste Wereldoorlog werd een viertal modellen met viercilinder motoren van 1327 tot 5027 cc geproduceerd. In 1913 ontwierp hij zijn eerste prototype met 8 cilinders in-lijn van 2655 cc, door een tweetal 4-cilindermotoren aan elkaar te koppelen.
In 1922 verscheen de eerste Bugatti met achtcilindermotor, het Type 30, met 1991 cc cilinderinhoud. Bij de Grote Prijs van Lyon in 1924 introduceerde Ettore Bugatti de Type 35, met een achtcilindermotor met 1991 cc. Het Type 35 baarde opzien. Niet alleen vanwege zijn prachtige vormgeving ten opzichte van zijn voorgangers (het Type 30 sigaar en het Type 32 Tank), maar vooral ook door de speciale achtspaaks aluminium wielen. Dit innovatieve ontwerp met geïntegreerde remtrommel was een sensatie.
Op basis van dit model ontstonden vele varianten, zoals de 35C met compressor, de 35T met 2,3 liter-motor, de 35B met 2,3 liter-motor met compressor. Daarnaast verscheen er een eenvoudigere versie op de markt in de vorm van de 35A. Deze had de motor van het Type 30 en spaakwielen in plaats van de befaamde aluminium wielen. Deze versie kreeg de bijnaam Tecla, naar de namaakparels die destijds te koop waren. In de loop der jaren verschenen verdere op basis van het Type 35 ontwikkelde racers, zoals het Type 51, met dubbele bovenliggende nokkenassen en het Type 54.
In de normale toerwagens leverde Bugatti onder andere het Type 44 (3000 cc) en Type 46 (5300 cc). De klant kon kiezen of hij de carrosserie van de fabriek wilde, of koetswerk wilde laten bouwen door andere carrossiebouwers.
Voor de allerrijksten werd de enorme Bugatti Royale Type 41 geïntroduceerd met een cilinderinhoud van 12.763 cc (!), een wielbasis van 4,32 meter en een gewicht van meer dan 3000 kg. Van deze auto zijn er maar een zestal (inclusief het prototype) geproduceerd. De auto was bedoeld voor de gekroonde hoofden van Europa, en werd commercieel gezien een flop. Koning Alfonso XIII van Spanje had interesse maar werd onttroond voordat hij een bestelling kon plaatsen. Van de zes gebouwde Royales wist Bugatti er drie te verkopen. De eerste werd verkocht aan een Franse textielmagnaat, Armand Esders. Deze auto had een prachtige roadstercarrosserie naar ontwerp van Jean Bugatti, zonder koplampen omdat de heer Esders nooit in het donker reed. De tweede Royale werd verkocht aan de Duitse gynaecoloog Dr. Fuchs en door Weinberger in München van een cabrioletcarrosserie voorzien. De laatste Royale werd verkocht aan de Engelse kapitein Foster. Deze liet er door Park Ward een salooncarrosserie op plaatsen.
Type 55 werd het platform voor de, tot aan het uitbreken van de Tweede Wereldoorlog geproduceerde, Type 57. Dit type werd onder leiding van Ettore's zoon Jean ontwikkeld en veranderde de strategie van het bedrijf. Terwijl er voorheen meerdere verschillende modellen naast elkaar geproduceerd werden, zou vanaf 1934 alleen nog maar het Type 57, uiteraard wel in verschillende vormen, te koop zijn. Het Type 57 was een sportwagen met 3257 cc met dubbele bovenliggende nokkenassen. De 57 was in verschillende varianten leverbaar naast de "standaard" uitvoering, zo was er een 57C met compressor, een 57S met een lager en ingekort chassis (en een V-vormige grille) en natuurlijk de 57SC, sportchassis met compressor.
De in deze periode geproduceerde typen zijn: (niet volledig)
- Bugatti Type 2
- Bugatti Type 13 (1910)
- Bugatti Type 15 (1910)
- Bugatti Type 30 (1922)
- Bugatti Type 32 (1923)
- Bugatti Type 35 (1924)
- Bugatti Type 37 (1926)
- Bugatti Type 40 (1926)
- Bugatti Type 41 (1926)
- Bugatti Type 43 (1927)
- Bugatti Type 44 (1927)
- Bugatti Type 46 (1929)
- Bugatti Type 50 (1930)
- Bugatti Type 55 (1932)
- Bugatti Type 57 (1934)
- Bugatti Type 59 (1933)

Grote automobielmusea zoals het Musée National de l'Automobile te Mulhouse, ook wel bekend als de Schlumpf-collectie, en particuliere verzamelaars hebben grote bedragen over gehad voor hun verzameling historische Bugatti's. Het is geen uitzondering dat een vooroorlogse Bugatti-racer bij een veiling voor enkele miljoenen euro's onder de hamer gaat. Sommige modellen staan zelfs in musea voor moderne kunst (Boston Museum of Fine Arts).
Tijdens de Tweede Wereldoorlog werd de fabriek te Molsheim verkocht aan de Bank der Deutschen Luftfahrt, waarna Hans Trippel hier zijn Trippel GmbH vestigde, dat onder andere een amfibievoertuig vervaardigde.

### 1947 - 1963
Na de dood van Ettore Bugatti in 1947 werd nog een gering aantal Bugatti T 101's (op basis van de T57) geproduceerd onder leiding van zoon Roland Bugatti (1922). Ettore’s oudste zoon Jean (1909) had de hand in menig carrosserieontwerp voor de Bugatti’s (onder andere op basis van de T50, de z.g. “Profilé”-stroomlijncarrosserie en de ‘Atlantic’-Sportcoupé op basis van de T57SC). Hij had waarschijnlijk zijn vaders werk kunnen voortzetten, als hij niet in 1939 bij het testen van het type 57G voor een race om het leven kwam.
De in deze periode geproduceerde typen zijn: (niet volledig)
- Bugatti Type 101 (1951)
- Bugatti Type 251 (1955) prototype

In 1963 werd Bugatti verkocht aan Hispano-Suiza.

### 1991 - 1997
In 1991 werd geprobeerd om het merk weer nieuw leven in te blazen door een groep Italiaanse investeerders onder leiding van Romano Artioli. De EB110-sportwagen werd gepresenteerd. Veel succes had deze Bugatti echter niet. De typeaanduiding EB slaat op de initialen van Ettore Bugatti.
- Bugatti ID90 (1990) (prototype)
- Bugatti EB110 GT (1991)
- Bugatti EB110 SS (1992)
- Bugatti EB112 (1993) (prototype)

### 1998 - 2021
Volkswagen nam in 1998 de rechten op de naam Bugatti over van Romano Artioli tegen betaling van 100 Duitse mark. Bugatti behoorde vanaf dan tot de klassieke tak van de Volkswagen-groep. Deze tak staat onder leiding van Volkswagen en omvatte Volkswagen, Volkswagen Bedrijfswagens, Škoda, Bentley, Lamborghini en Bugatti. Na jarenlange problemen met de prototypes kwam in 2005 het type Bugatti Veyron 16.4 op de markt. Deze auto was ontwikkeld onder leiding van Volkswagen, en is sinds 5 september 2005 te koop. De auto is genoemd naar de coureur Pierre Veyron. De auto heeft een top van 407 km/u en een vermogen van 1001 pk.
- Bugatti EB118 (1998) (prototype)
- Bugatti EB218 (1999) (prototype)
- Bugatti 18/3 Chiron (1999) (prototype)
- Bugatti EB 18/4 Veyron Concept (1999) (prototype)
- Bugatti Veyron 16.4 (2001)
- Bugatti Chiron (2016)
- Bugatti Divo (2018)
- Bugatti La Voiture Noire (2019)
- Bugatti Centodieci (2019)

#### Veyron
Veyron 16.4 (sinds 2005)Prototypes vanaf 2001, productie en/of levering vanaf maandag 5 september 2005. De Veyron is een van de meest spraakmakende, legendarische en geavanceerde auto's ooit, het is tevens een van de snelste en duurste productieauto's van het moment en de snelste en duurste Franse auto ooit. De Bugatti wordt op vlak van snelheid enkel verslagen door de Barabus TKR en de SSC Ultimate Aero TT, een Amerikaanse supercar. De Veyron is de eerste Bugatti die in de nieuwe fabriek in het Franse Dorlisheim (bij Molsheim) wordt gemaakt. In totaal zou er een oplage van 300 exemplaren gemaakt worden. Het 200e exemplaar rolde op vrijdag 7 maart 2009 de fabriek uit. Het 200e exemplaar was een bijzondere versie: de Bugatti Veyron FBG par Hermès en was gespoten in de kleuren Garace en Blue Indigo.
Veyron 16.4 Grand Sport (sinds 2008)Sinds 2008 is er ook een Targa-variant van de Veyron: de Grand Sport. Deze heeft dezelfde prestaties als de coupé, maar dan zonder dak. De auto kan zonder dak 360 km/u halen, maar met het speciale targadak is de top van 407 km/u mogelijk. Ook wordt de auto geleverd met een stoffen kap, voor als er plotseling een dak nodig is, dit kan namelijk niet worden meegenomen. Met het stoffen dakje is een maximumsnelheid van 120 km/u mogelijk. De auto heeft een paar kleine wijzigingen ondergaan, zoals vernieuwde koplampunits.
Super Sport (sinds 2010)In 2009 onthulde Bugatti de Super Sport. Hij kreeg vier grotere turbo's en intercoolers, wat het vermogen opkrikt naar 1.200 pk en een koppel van 1.500 Nm. Ook zijn er aan de rest van de auto een heleboel aanpassingen geweest, waaronder nieuwe schokdempers, afkomstig uit de racerij, sterkere stabilisatorstangen en aerodynamische aanpassingen zoals het bijna volledig afdekken van de motor, het opnieuw vormen of toevoegen van luchtinlaten en het verhogen van de carrosserie.
Door het gebruik van koolstofvezel met een andere structuur ging het gewicht met zo'n 50 kilo omlaag. De acceleratietijd van 0 naar 100 km/u bleef met 2,5 seconden hetzelfde, maar van 0 naar 300 ging nu in 14,6 seconden in plaats van in 17. De ingenieurs mikten op een topsnelheid van 425 km/u, maar tijdens een test op de VW-testbaan bereikte de Super Sport een gemiddelde snelheid van 431 km/u. De topsnelheid van de productie Super Sports werd begrensd tot 415 km/u, omdat de banden het anders niet aankonden. Van de Super Sport zijn slechts 30 exemplaren gebouwd, deze werden verkocht voor ruim 2,15 miljoen euro per stuk.

#### Chiron
De Bugatti Chiron is een tweezitter met de motor in het midden, ontworpen door Achim Anscheidt, als opvolger van de Veyron. De Chiron werd voor het eerst getoond op het Autosalon van Genève op 1 maart 2016. Inmiddels heeft de Chiron Supersport een topsnelheid van 490,48 km/h gevestigd op het testcircuit van Volkswagen AG, Ehra-Leissen.

### Heden
De merknaam is sinds 5 juli 2021 verkocht aan een joint venture die bestaat uit Porsche en de Kroatische autofabrikant Rimac.

### Tourbillon
De Bugatti Tourbillon  is een tweezitter en plug-in hybride als opvolger van de Chiron.  Voorgesteld in 2024, eerste levering in 2026.  Voorziene oplage van maximum 250 exemplaren.  Motor : V16 van 8.3 liter inhoud.  Vermogen van 1.000 pk (motor) en een systeemvermogen (totaal) van 1.800 pk met behulp van 3 elektromotoren, gevoed door een 800 volt batterij van 25 kWh.  Topsnelheid : 445 km/h.

## Autoverkopen
| Jaar | Afleveringen |        |
| ---- | ------------ | ------ |
| 2021 | 63           | [ 9 ]  |
| 2020 | 77           | [ 10 ] |
| 2019 | 82           | [ 11 ] |
| 2018 | 76           | [ 12 ] |
| 2017 | 71           | [ 13 ] |
| 2016 | 1            | [ 14 ] |
| 2015 | 23           | [ 15 ] |
| 2014 | 45           | [ 16 ] |
| 2013 | 47           | [ 17 ] |
| 2012 | 31           |        |